# مود بارلو
مود بارلو هي صحفية الرأي وكاتِبة كندية، ولدت في 24 مايو 1947 في تورونتو في كندا.

## وصلات خارجية
- مود بارلو على موقع مونزينجر (الألمانية)
- مود بارلو على موقع ميوزك برينز (الإنجليزية)